# Dirección General de Aeronáutica
La Dirección General de Aeronáutica fue un organismo estatal que existió en España durante los años 1930, bajo cuya jurisdicción se encontraban tanto la aviación militar como la aviación civil. Fue disuelto tras el comienzo de la guerra civil española.

## Historia
Durante los primeros años de la República la estructura organizativa de la Aviación permaneció intacta, a pesar de la voluntad del gobierno reformista de Azaña por reformar la Aeronáutica Militar. Hasta 1931 la jefatura de Aviación había estado ostentada por el Consejo Superior de Aeronáutica.
El 20 de julio de 1934 fue creada la Dirección General de Aeronáutica. El nuevo organismo que se responsabilizará de todos los aspectos técnicos, administrativos y de formación tanto de la aeronáutica militar como de la civil. El cuerpo de aviación entonces se encontraba dividido en dos ramas: Aeronáutica Militar, dependiente del Ejército de Tierra, y Aeronáutica Naval, que prestaba labores de apoyo a la Marina. Durante la etapa de Warleta de la Quintana, este presentó un plan para modernizar el equipamiento de la Aeronáutica Militar y fabricar en España bajo licencia los cazas Hawker Fury y bombarderos Martin B-10.
Desde 1933 el Servicio Meteorológico Nacional también dependía de la jefatura de Aeronáutica.
Cuando Gil-Robles fue nombrado ministro de la Guerra, reorganizó la estructura interna del organismo y este pasó a depender directamente del Ministerio de la Guerra. También nombró al general Goded como nuevo director general, aunque paradójicamente este fuera un militar sin relación alguna con la aviación. En enero de 1936 el general Miguel Núñez de Prado sustituyó a Goded, y a lo largo de los siguientes meses reorganizó la estructura interna de las Fuerzas aéreas. El estallido de la guerra civil española provocó la división de la aviación en dos bandos. Núñez de Prado fue hecho prisionero por los sublevados y fusilado poco después.
El 6 de septiembre de 1936 la Dirección General de Aeronáutica fue disuelta por el gobierno republicano y sus funciones fueron asumidas por la Subsecretaría de Aviación, dependiente del entonces Ministerio de Marina y Aire. En la zona sublevada se organizó la llamada "Aviación Nacional" y tras la victoria franquista en la guerra civil, el nuevo régimen creó un Ministerio del Aire.

## Directores generales
| Nombre                        | Inicio                 | Final                   |
| ----------------------------- | ---------------------- | ----------------------- |
| Ismael Warleta de la Quintana | 4 de julio de 1934     | 3 de noviembre de 1935  |
| Manuel Goded Llopis           | 3 de noviembre de 1935 | 12 de enero de 1936     |
| Miguel Núñez de Prado         | 12 de enero de 1936    | 6 de septiembre de 1936 |